# Neomochtherus signatipes
Neomochtherus signatipes är en tvåvingeart som beskrevs av Lindner 1955. Neomochtherus signatipes ingår i släktet Neomochtherus och familjen rovflugor.
Artens utbredningsområde är Tanzania. Inga underarter finns listade i Catalogue of Life.